# Amrou Bouallegue
Amrou Bouallegue, né le 24 décembre 1995 à Radès, est un basketteur tunisien.

## Carrière
Formé à l'Étoile sportive de Radès, il prend la deuxième place durant la 29e édition de la coupe d’Afrique des clubs champions avec son équipe après avoir perdu la finale (68-86) contre le Recreativo do Libolo à Tunis. Durant la 30e édition, son équipe n'obtient que la cinquième place à l'issue d'une rencontre contre le Gezira SC (78-73).
Entre les 19 et 21 février 2021, il joue pour la première fois un match officiel pour l'équipe de Tunisie, en l'occurrence deux des trois matchs durant la deuxième phase de la qualification pour le championnat d'Afrique 2021.
Le 9 novembre 2022, il quitte l'Étoile sportive de Radès après huit ans avec l'équipe senior et rejoint l'Union sportive monastirienne.
Le 12 septembre 2024, il rejoint l'Étoile sportive du Sahel.

## Clubs
- 2014-2022 : Étoile sportive de Radès (Tunisie)
- 2022-2024 : Union sportive monastirienne (Tunisie)
- depuis 2024 : Étoile sportive du Sahel (Tunisie)

## Palmarès

### Clubs
- Champion de Tunisie : 2017, 2018, 2023, 2024
- Coupe de Tunisie : 2017, 2018, 2019, 2023
- Médaille d'argent à la coupe d’Afrique des clubs champions 2014 (Tunisie)
- Médaille d'argent à la coupe d’Afrique des clubs champions 2017 (Tunisie)

### Sélection nationale

#### Championnat d'Afrique
- Médaille d'or au championnat d'Afrique 2021 (Rwanda)

#### Championnat arabe des nations
- Médaille d'argent au championnat arabe des nations 2022 ( Émirats arabes unis)